# La Providencia, Querétaro Arteaga
La Providencia är en ort i Mexiko.   Den ligger i kommunen Ezequiel Montes och delstaten Querétaro Arteaga, i den centrala delen av landet, 160 km nordväst om huvudstaden Mexico City. La Providencia ligger 1 967 meter över havet och antalet invånare är 517.
Terrängen runt La Providencia är huvudsakligen platt, men norrut är den kuperad. Runt La Providencia är det ganska tätbefolkat, med 83 invånare per kvadratkilometer. Närmaste större samhälle är Ezequiel Montes, 1,6 km nordväst om La Providencia. Trakten runt La Providencia består till största delen av jordbruksmark.